# Зеленоградский автобус

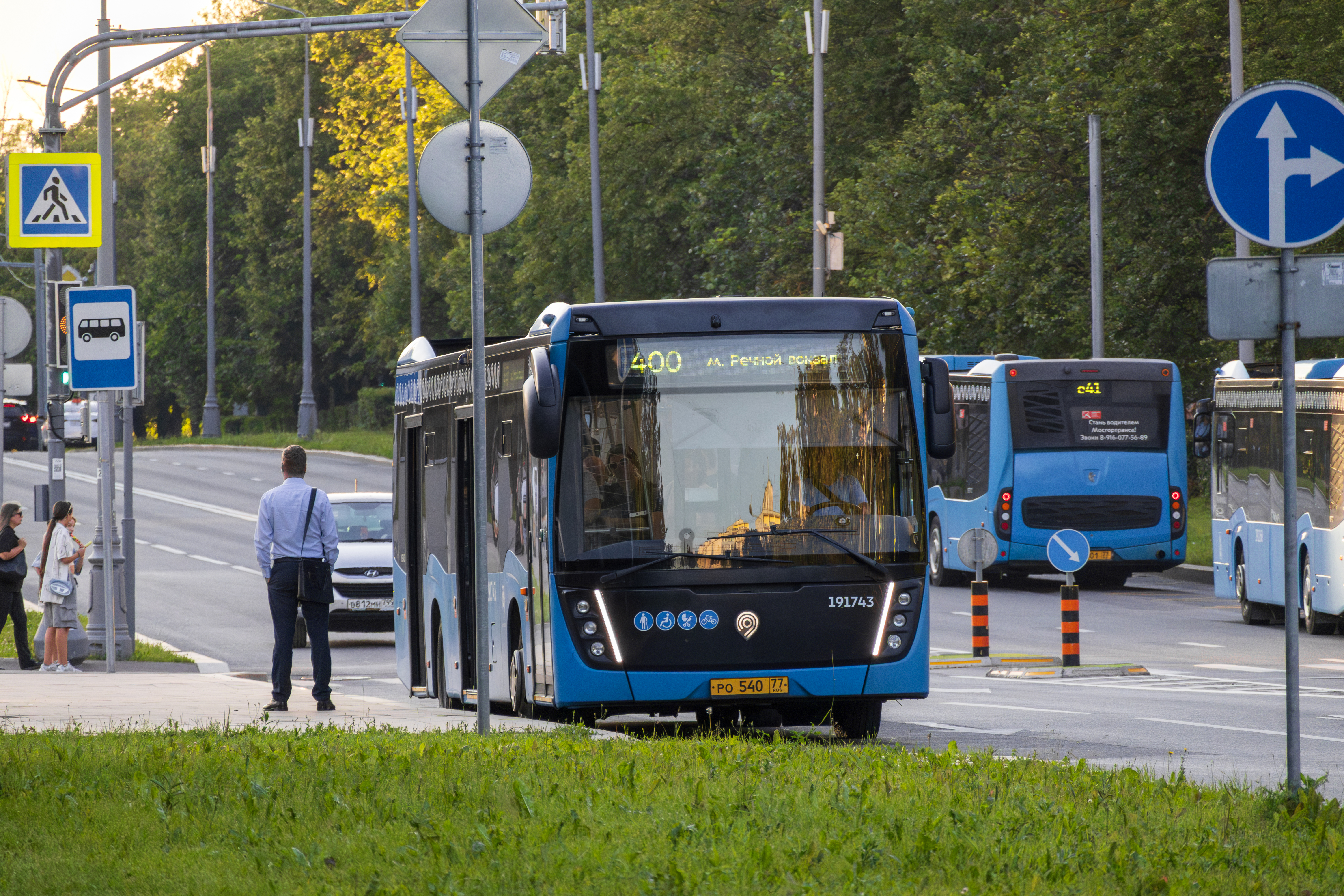

Зеленогра́дский авто́бус — сеть автобусных маршрутов Зеленоградского административного округа города Москвы.

## Внутригородские маршруты
Первый внутригородской маршрут был открыт в 1962 году, использовал автобусы марки ЗиЛ-158 и проходил по Крюковскому шоссе (ныне Панфиловский проспект) от станции Крюково до, по одним данным, остановки «Фруктовый сад» или, под другим данным, тогдашнего корпуса 130
По состоянию на июль 2024 года внутригородская сеть состоит из 27 маршрутов, на которых работают автобусы Зеленоградского автокомбината (филиал ГУП «Мосгортранс»).
Маршруты имеют собственную нумерацию, независимую от нумерации автобусных маршрутов Москвы.
| №   | Пункт «А»             | Пункт «Б»             | Примечания |
| --- | --------------------- | --------------------- | --- |
| 1   | 14-й микрорайон       | СТО ВАЗ               | С заездом к станции Зеленоград-КрюковоС в обоих направлениях.                                                                                                   |
| 2   | Зеленоград-КрюковоС   | СТО ВАЗ               | С 8 до 17 пункт «Б» — «Городское кладбище». Технически изменённый вариант маршрута обозначается как 2К (2Кл).                                                   |
| 3   | Зеленоград-КрюковоС   | Алабушевское кладбище | С остановкой у платформы АлабушевоВ в обоих направлениях. |
| 4   | Зеленоград-КрюковоС   | Зеленоград-КрюковоС   | Движется по кольцу вокруг 10 и 11-А микрорайонов (против часовой стрелки).                                                                                      |
| 8   | 41 км                 | 41 км                 | Движется по главному транспортному кольцу Старого города‡ (по часовой стрелке).                                                                                 |
| 9   | 41 км                 | 41 км                 | Движется по главному транспортному кольцу Старого города‡ (против часовой стрелки) с объездом вокруг 10-го микрорайона с заездом к станции Зеленоград-КрюковоС. |
| 10  | 16 микрорайон         | Городская больница    | С заездом к станции Зеленоград-КрюковоС в обоих направлениях.                                                                                                   |
| 11  | Северная              | Зеленоград-КрюковоС   | Маршрут имеет линейный характер за исключением разворотной кольцевой петли вокруг 10-го микрорайона (по часовой стрелке).                                       |
| 12  | Зеленоград-КрюковоС   | МЖК                   | |
| 14  | 14-й микрорайон       | Улица 1 Мая           | |
| 15  | Северная              | 16-й микрорайон       | С 9 часов утра выходных пункт «Б» - «Кинотеатр „Электрон“». Технически изменённый вариант маршрута обозначается как 15Э (15Эл).                                 |
| 16  | Корпус 1420           | Зелёный Парк          | Бо́льшая часть автобусов следует по укороченному варианту 16К до станции КрюковоЮ.                                                                               |
| 19  | 14-й микрорайон       | Городская больница    | |
| 20  | 16-й микрорайон       | Кладбище «Рожки»      | |
| 21  | Зеленоград-КрюковоС   | Платформа МалиноС     | |
| 22  | Зеленоград-КрюковоЮ   | 17-й микрорайон       | |
| 23  | Северная              | 14-й микрорайон       | |
| 24  | Зеленоград-КрюковоС   | Алабушевское кладбище | С остановкой у платформы АлабушевоВ в обоих направлениях. |
| 25  | Северная              | 16 микрорайон         | При движении из Старого города в Новый полностью повторяет маршрут № 15.                                                                                        |
| 27  | Алабушевское кладбище | ФирсановскаяС         | С остановкой у платформы АлабушевоВ в обоих направлениях. |
| 28  | Зеленоград-КрюковоС   | Зеленоград-КрюковоС   | Движется по кольцу вокруг 20 микрорайона (против часовой стрелки).                                                                                              |
| 29  | Зеленоград-КрюковоС   | Зеленоград-КрюковоС   | Движется по главному транспортному кольцу Старого города (по часовой стрелке) с объездом вокруг 10-го микрорайона.                                              |
| 31  | Зеленоград-КрюковоС   | Городская больница    | |
| 32  | Северная              | 17-й микрорайон       | |
| 32К | Северная              | Середниковская улица  | |

С, В, Ю, З — северный, восточный, южный или западный выход, соответственно
† — для дозаправки и смены водителей
‡ — главное транспортное кольцо Старого города состоит из центрального участка Панфиловского проспекта, восточного участка проспекта генерала Алексеева, Центрального проспекта, северного участка Георгиевского проспекта и Солнечной аллеи.
Незадействованные номера внутригородских маршрутов
По состоянию на 13 июля 2024 года диапазон зеленоградских автобусных номеров используется не полностью: свободны номера 5-7, 13, 17, 26 и 30, а номер 18 перестал обслуживаться Зеленоградским автокомбинатом и перешёл в ведение подмосковного транспортного автопредприятия «Мострансавто».

## Междугородние маршруты

### Маршруты до Москвы
| №          | Пункт «А»              | Пункт «Б»       | Обслуживает                                      | Примечания |
| ---------- | ---------------------- | --------------- | ------------------------------------------------ | --- |
| 164к       | Платформа АлабушевоЗ   | Пятницкое шоссе | Гудвиль                                          | С заездом к станции Зеленоград-КрюковоЮ. |
| 400        | Зеленоград-КрюковоС    | Речной вокзал   | Зеленоградский автокомбинат                      | Автобус движется по Ленинградскому шоссе. |
| e41 (400э) | Северная               | Ховрино         | Зеленоградский автокомбинат                      | Автобус движется по Автодороге М11. Посадка при движении в Москву начинается на ост. «Магазин „Океан“». |
| 400к       | 14-й микрорайон        | Сходненская     | Зеленоградский автокомбинат                      | С заездом к станции метро Митино. |
| 400т       | 17-й микрорайон        | Тушинская       | Зеленоградский автокомбинат                      | Имеет остановки у метро Пятницкое шоссе и у платформы Трикотажная. Выезд от метро «Тушинская» напрямую с Тушинской площади, объезжает Рузино по Кутузовскому шоссе, в черте Зеленограда следует через части улицы Каменка и Панфиловского проспекта. |
| 1016       | Голубое (Больница № 6) | Пятницкое шоссе | Мострансавто, МАП № 8 г. Химки, ПБ Солнечногорск | Имеет четыре остановки на улице Андреевка в Зеленограде. Выезд на Пятницкое шоссе осуществляется от 16 микрорайона через Георгиевское шоссе с поворотом к Москве в 300 м северо-западнее Горетовки                                                   |

С, В, Ю, З — северный, восточный, южный или западный выход, соответственно

### Маршруты до населённых пунктов Московской области
| №     | Пункт «А»            | Пункт «Б»                | Обслуживает                                      | Примечания |
| ----- | -------------------- | ------------------------ | ------------------------------------------------ | --- |
| 18    | Платформа АлабушевоЗ | Зеленоград-КрюковоЮ      | Мострансавто, МАП № 8 г. Химки, ПБ Солнечногорск | |
| 45    | Солнечногорск        | Лунёво                   | Мострансавто, МАП № 8 г. Химки, ПБ Солнечногорск | Имеет 3 остановки в черте Зеленограда по ходу следования в Лунёво и 2 остановки в обратном направлении                              |
| 127   | Зеленоград-КрюковоС  | Льялово                  | Мострансавто, МАП № 8 г. Химки, ПБ Солнечногорск | |
| 128   | Зеленоград-КрюковоС  | Поварово                 | Автолайн                                         | Микроавтобусный маршрут (Mercedes-Benz Sprinter)                                                                                    |
| 312   | Солнечногорск        | Зеленоград-КрюковоС      | Мострансавто, МАП № 8 г. Химки, ПБ Солнечногорск | Автобусы следуют по Ленинградскому шоссе                                                                                            |
| 319   | Станция Истра        | Зеленоград-КрюковоЮ      | Мострансавто, МАП № 7 г. Истра, ПБ Истра         | |
| 357   | Зеленоград-КрюковоЮ  | Баранцево                | Мострансавто, МАП № 8 г. Химки, ПБ Солнечногорск | |
| 366   | Зеленоград-КрюковоЮ  | Юрлово                   | Мострансавто, МАП № 8 г. Химки, ПБ Солнечногорск | |
| 374   | Зеленоград-КрюковоЮ  | Госпиталь ветеранов войн | Мострансавто, МАП № 8 г. Химки, ПБ Солнечногорск | |
| 377   | Зеленоград-КрюковоС  | Хоругвино                | Мострансавто, МАП № 8 г. Химки, ПБ Солнечногорск | |
| 390   | Зеленоград-КрюковоС  | ВНИИПП (Ржавки)          | Мострансавто, МАП № 8 г. Химки, ПБ Солнечногорск | |
| 400А  | Зеленоград-КрюковоЮ  | Полежайки                | Зеленоградский автокомбинат                      | Работает в летнее время (для подвоза к местам отдыха на Истринском водохранилище), по расписанию. Укороченная версия маршрута 400В. |
| 400В  | Зеленоград-КрюковоЮ  | Соколово                 | Зеленоградский автокомбинат                      | Работает в летнее время (для подвоза к местам отдыха на Истринском водохранилище), по расписанию.                                   |
| 437   | Клин                 | Зеленоград-КрюковоС      | Мострансавто, МАП № 8 г. Химки, ПБ Клин          | Часть рейсов следуют до Водный стадион.                                                                                             |
| 476   | Зеленоград-КрюковоС  | Менделеево               | Мострансавто, МАП № 8 г. Химки, ПБ Солнечногорск | |
| 493   | Зеленоград-КрюковоС  | Красный Воин             | Мострансавто, МАП № 8 г. Химки, ПБ Солнечногорск | |
| 495   | Зеленоград-КрюковоЮ  | Голубое                  | Мострансавто, МАП № 8 г. Химки, ПБ Солнечногорск | |
| 497   | Солнечногорск        | Зеленоград-КрюковоЮ      | Мострансавто, МАП № 8 г. Химки, ПБ Солнечногорск | Автобусы следуют по Пятницкому шоссе                                                                                                |
| 1297к | Голубое              | Зеленопарк               | Гудвиль                                          | С заездом к станции Зеленоград-КрюковоЮ                                                                                             |

С, В, Ю, З — северный, восточный, южный или западный выход, соответственно